# Scitala celata
Scitala celata är en skalbaggsart som beskrevs av Britton 1987. Scitala celata ingår i släktet Scitala och familjen Melolonthidae. Inga underarter finns listade i Catalogue of Life.